# برلسک (موسیقی متن)
 «برلسک: موسیقی فیلم» آلبوم موسیقی فیلم از فیلمی به همین نام است از خواننده آمریکایی کریستینا آگیلرا و شر که در ۱۹ نوامبر ۲۰۱۰ منتشر شد.
این آلبوم در چارت‌های در رتبه اول و در چارت‌های استرالیا، اتریش، سوئیس، نیوزلند جزو ده آلبوم اول قرار گرفت.